# Sous le signe du vaudou
Sous le signe du vaudou es una película beninesa dirigida por Pascal Abikanlou y estrenada en 1974. Es el primer largometraje del director, así como el primer largometraje de ficción de Benín. En color, se rodó en 16 mm, y luego se amplió a 35 mm.

## Sinopsis
Un joven descuida las ofrendas rituales a las deidades vudú e invoca su ira. Su familia sufre las consecuencias: casa quemada, cultivos destruidos. Se marcha a la ciudad para intentar ayudarles, pero se ve atrapado por las drogas. Acaba conociendo a una joven que le anima a volver al pueblo. Se casan según la tradición vudú y la maldición desaparece.